# بوفورت ان انژو
بوفورت ان انژو (به فرانسوی: Beaufort-en-Anjou) یک کمون (فرانسه) در فرانسه است که در من-ا-لوآر واقع شده‌است. بوفورت ان انژو ۴۲٫۰۴ کیلومتر مربع مساحت دارد.